# Geoffroi de Paris
Geoffroi de Paris est un clerc à la chancellerie des rois de France, qui vécut au tournant du XIIIe siècle et du XIVe siècle. Il est mort vers 1320.
On lui attribue notamment une chronique métrique de Philippe le Bel ou Chronique rimée de Geoffroi de Paris en près de 8 000 vers, ainsi que d'autres poèmes historiques plus courts, et plusieurs dits en français et en latin.

## La Chronique métrique
La Chronique métrique, en près de 8 000 vers, porte sur l'histoire de la royauté française et ses relations avec la papauté, la Flandre et l'Empire, entre 1300 et 1316, faits dont l'auteur a été personnellement le témoin. Il y déplore notamment l'exil des Juifs expulsés de France par Philippe le Bel en 1306 :
| L’an mil trois cens six, en cel an Furent les juifs pris à pan: De ce ne fas-je mie doute, Faus Juis qui ne voient goute En nostre loi chretiennée Furent pris, à une jornée, Droit le jor de la Magdelaine Mainte grant prison en fu plaine. | Je dis seignors, comment qu’il aille, Que l’intencion en fu bonne, Mès pire en es mainte personne Qui devenu est usurier, Et en sera ça en arrièr Trop plus assez qu’estre ne sceut Dont tout povre gent se deut; Car Juifs furent débonnères Trop plus en fesant telz affaires Que ne furent ore chrestien |